# Myers Brothers 250 1966
Myers Brothers 250 1966 var ett stockcarlopp ingående i Nascar Grand National Series (nuvarande Nascar Cup Series) som kördes 27 augusti 1966 på den 0,250 mile (402,3 meter) långa ovalbanan Bowman Gray Stadium i Winston-Salem i North Carolina. Totalt avverkades 62,5 miles (100,584 km) fördelat på 250 varv. Banunderlaget var asfalt. Loppet vanns av David Pearson i en Dodge på tiden 1:21.39 körande för Owens Racing. Pearsons snitthastighet var 45,928 mph. Prispotten uppgick till 4 940 dollar, varav 1 000 dollar gick till segraren.
Loppet är uppkallat efter Bobby Myers som omkom i en krasch på Darlington Raceway 2 september 1957 och hans äldre bror Billy Myers som dog i en hjärtinfarkt under ett lopp på Bowman Gray Stadium 12 april 1958.

## Resultat
| Plc     | Nr | Förare          | Team/ bilägare              | Konstruktör | Start | Varv | Ledda varv |
| ------- | -- | --------------- | --------------------------- | ----------- | ----- | ---- | ---------- |
| 1       | 6  | David Pearson   | Owens Racing                | Dodge       | 2     | 250  | 129        |
| 2       | 42 | Richard Petty   | Petty Enterprises           | Plymouth    | 1     | 250  | 113        |
| 3       | 48 | James Hylton    | Bud Hartje                  | Dodge       | 8     | 245  | 0          |
| 4       | 4  | John Sears      | DeWitt Racing               | Ford        | 7     | 245  | 0          |
| 5       | 59 | Tom Pistone     | Pistone Racing              | Ford        | 5     | 240  | 0          |
| 6       | 34 | Wendell Scott   | Scott Racing                | Ford        | 14    | 240  | 0          |
| 7       | 20 | Clyde Lynn      | Negre Racing                | Ford        | 17    | 235  | 0          |
| 8       | 70 | J.D. McDuffie   | McDuffie Racing             | Ford        | 15    | 235  | 0          |
| 9       | 97 | Henley Gray     | Gray Racing                 | Ford        | 20    | 223  | 0          |
| 10      | 40 | Eddie Yarboro   | Eddie Yarboro               | Dodge       | 12    | 215  | 0          |
| 11      | 94 | Don Biederman   | Ron Stotten                 | Chevrolet   | 11    | 209  | 0          |
| 12      | 60 | Ernest Eury     | i.u.                        | Chevrolet   | 18    | 207  | 0          |
| 13      | 50 | Larry Manning   | i.u.                        | Chevrolet   | 24    | 203  | 0          |
| 14      | 61 | Joel Davis      | Toy Bolton                  | Chevrolet   | 13    | 194  | 0          |
| 15      | 64 | Elmo Langley    | Langley-Woodfield Racing    | Ford        | 6     | 169  | 0          |
| 16      | 00 | Buddy Baker     | i.u.                        | Ford        | 21    | 153  | 0          |
| 17      | 26 | Curtis Turner   | Junior Johnson & Associates | Ford        | 4     | 114  | 0          |
| 18      | 2  | Bobby Allison   | J.D. Bracken                | Chevrolet   | 3     | 111  | 0          |
| 19      | 95 | Bill Seifert    | Seifert Racing              | Ford        | 22    | 96   | 0          |
| 20      | 15 | Paul Dean Holt  | Lyle Stelter                | Ford        | 19    | 50   | 0          |
| 21      | 92 | Hank Thomas     | W.S. Jenkins                | Ford        | 9     | 32   | 0          |
| 22      | 65 | Buddy Arrington | Arrington Racing            | Dodge       | 10    | 25   | 0          |
| 23      | 38 | Wayne Smith     | Archie Smith                | Chevrolet   | 16    | 12   | 0          |
| 24      | 73 | Jimmy Helms     | Joan Petre                  | Ford        | 23    | 6    | 0          |
| Källor: |    |                 |                             |             |       |      |            |